# Admiraliteit van Rotterdam

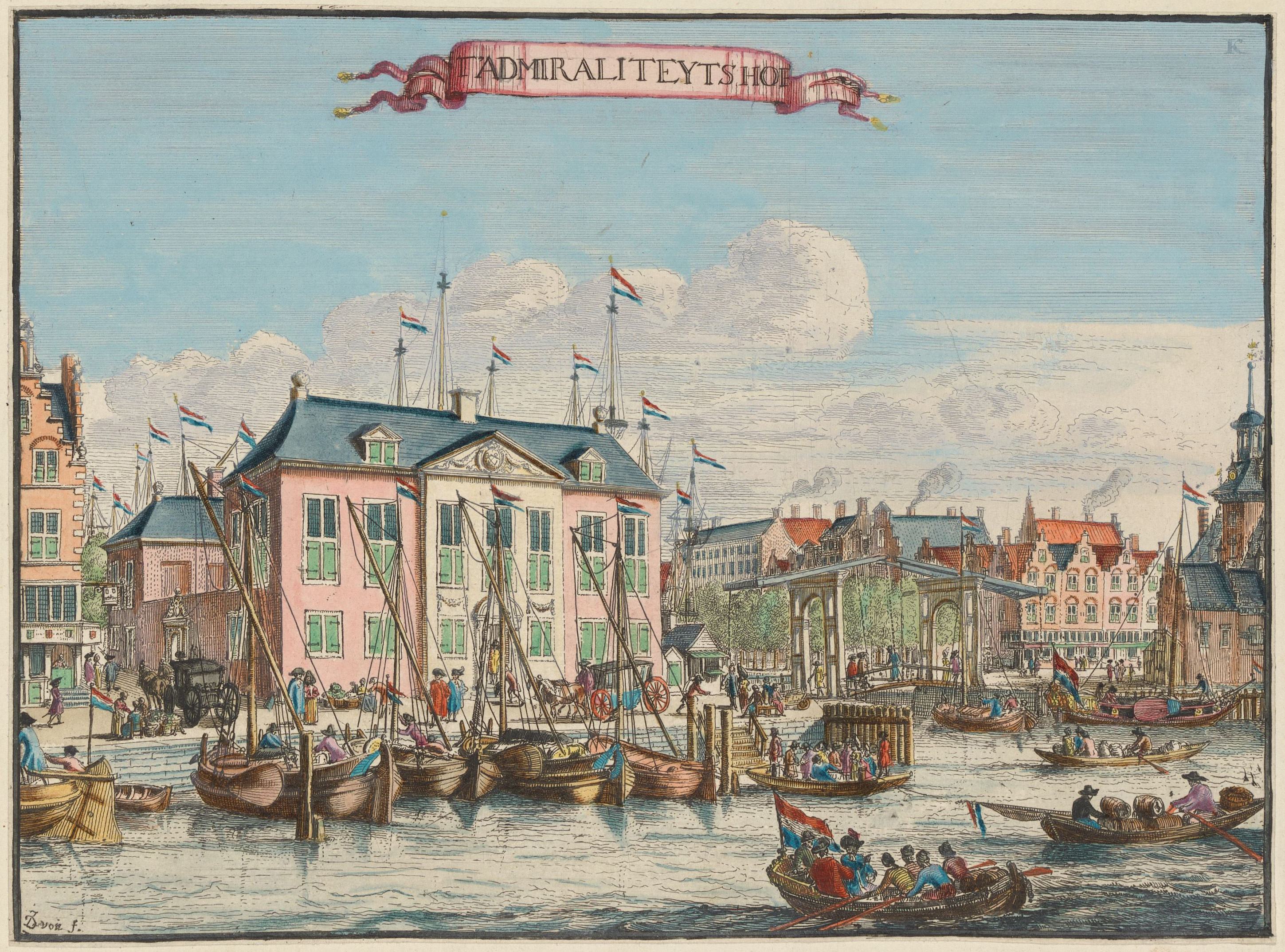
Tekening van het Admiraliteitshof uit 1694

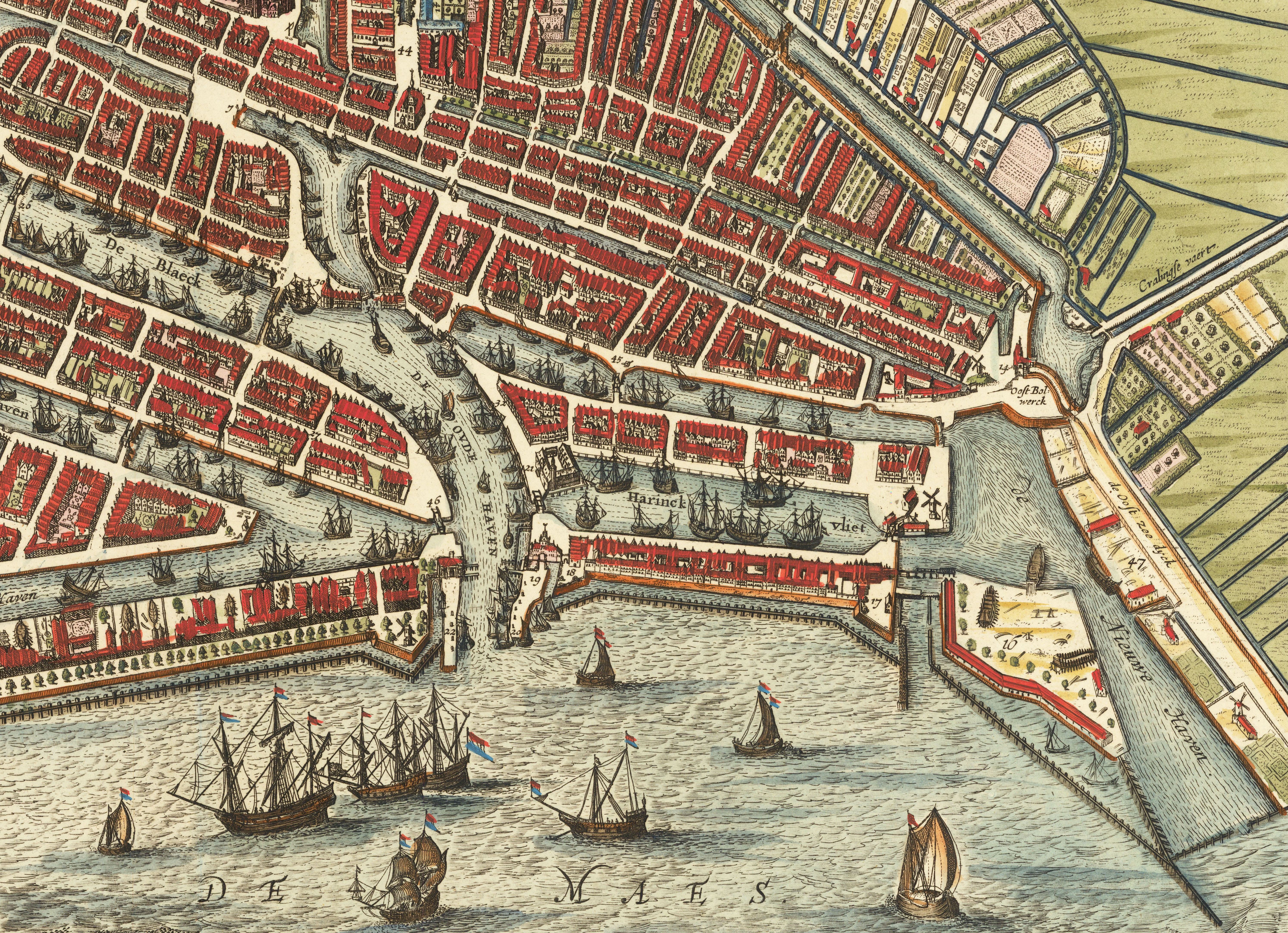
Kaart van het Haringvliet uit 1690

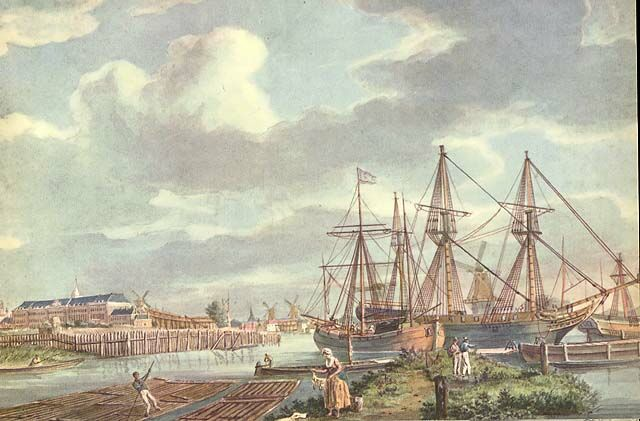
's-Lands werf in het Buizengat

De Rotterdamse Admiraliteit, ook wel Admiraliteit van de Maeze genoemd, is de oudste van de vijf Nederlandse Admiraliteiten.

## Geschiedenis
De oprichting van de Admiraliteit vindt zijn oorsprong in de Tachtigjarige Oorlog. Na de inname van Brielle hebben de aanhangers van Willem van Oranje wat betreft de oorlogsvoering ter zee hun krachten gebundeld en in 1575 het eerste Admiraliteitscollege opgericht in Rotterdam.
Na enkele reorganisaties die vooral de samenwerking tussen de Admiraliteiten moest bevorderen werd in 1597 de definitieve structuur van de vijf Admiraliteiten door de Staten-Generaal vastgesteld. Het Admiraliteitscollege bestond sindsdien uit twaalf Admiraliteitsheren: zeven Hollandse leden en vijf vertegenwoordigers van de provincies Zeeland, Utrecht, Gelderland, Overijssel en Friesland. De Hollandse heren vertegenwoordigden Rotterdam, de ridderschap, Delft, Schiedam, Gorkum, Dordrecht en Den Briel.
De Admiraliteit had als voornaamste taken de uitrusting (equipage) van oorlogsschepen, bescherming van de handel en beveiliging van zee en rivieren, inning van de verschuldigde tarieven en rechtspraak in buit-en prijszaken. Deze situatie bleef tot de opheffing in 1795 gehandhaafd.
Deze oudste Admiraliteit van Holland zetelde in de Prinsenhof, het voormalige Agnietenklooster, aan de Botersloot. In de brouwerij van het klooster werd het artilleriehuis gevestigd en op hetzelfde terrein beschikte de Admiraliteit ook over een gevangenis. In het midden van de zeventiende eeuw werd de Prinsenhof gesloopt voor de aanleg van de Nieuwemarkt.
Door de decentrale ligging van het artilleriehuis op het Prinsenhofterrein bij het einde van de Huibrug, bleef dit gebouw wel gespaard. In 1759 is het artilleriegebouw afgebroken en opnieuw opgebouwd waarbij de laat-zestiende-eeuwse gevelsteen uit het Admiraliteitsgebouw moet zijn herplaatst. De gevelsteen toont het wapen van de Admiraliteit met de gekruiste ankers en met de afkorting van het motto: Pugno Pro Patria = ik strijd voor het vaderland. In 1644 verhuisde het kantoor van de Admiraliteit, vanwege de aanleg van de Nieuwemarkt, naar de noordwesthoek van het Haringvliet de latere: Admiraliteitskade. Dit imposante classicistische gebouw, met fronton met wapen van twee gekruiste ankers, had een vierkante plattegrond met binnenplaats. Naar analogie van het Prinsenhof werd dit gebouw Admiraliteitshof genoemd. Het werd in 1884 afgebroken; een poortje met wapen is opgenomen in de buitenmuur van het fragmentengebouw van het Rijksmuseum Amsterdam.
Sinds het einde van de zestiende eeuw beschikte de Admiraliteit over een eigen werf: 's-Landswerf die aan het oostelijk einde van de Nieuwehaven lag. Hier bouwden de timmerlieden van de werf de schepen voor ’s Lands vloot. In de tweede helft van de zeventiende eeuw werd de Nieuwehaven doorgegraven naar het Buizengat. Dit had verplaatsing van de Admiraliteitswerf tot gevolg; na 1689 lag de werf aan de zuidelijke oever van het Buizengat.
Het voornaamste arsenaal of magazijn van de Admiraliteit lag sinds 1598 aan de noordoosthoek van de Nieuwehaven. In 1660 werd het gebouw gesloopt waarna een nieuw pand op dezelfde plaats werd gebouwd. Twee jaar later werd het terrein uitgebreid met een tweede arsenaal voorzien van een zeer brede ingang tegenover de Oostpoort. In 1701 werd een deel van het complex uitkomend op het Groenendaal verwoest door brand. De herbouw van de geteisterde vleugel werd herdacht met een gevelsteen gelegd door Diderik Hogendorp. In de achttiende eeuw was het tweede arsenaal toe aan een modernisering die architect Jan Giudici uitvoerde. G.D. Wijckerheld Bisdom legde de eerste steen op 8 mei 1783.
Door al deze uitbreidingen ontstond geleidelijk aan een groot gebouw in carrévorm. In 1823 werd het tweede arsenaal voor de mariniers ingericht. In 1846 verdween het korps om in 1868 weer terug te komen. In 1849 werd de Marinewerf, zoals de naam van de werf luidde nadat in 1795 de Admiraliteiten waren ontbonden, aldaar opgeheven. Dit laatste gebouw werd in 1855 ingericht als Rijksentrepot.
Naast de vele locaties beschikte de Admiraliteit ook over een lijnbaan (Touwslagersstraat) met bijbehorende gebouwen aan de Lagendijk even buiten de Oostpoort. Deze in 1697 opgerichte lijnbaan was 265 meter lang en 10 meter breed en heeft tot 1847 dienstgedaan.

## Bekende vlootvoogden van de Rotterdamse Admiraliteit en hun benoeming
- Philips van Almonde: luitenant-commandeur (1665); schout-bij-nacht (1673)
- Jan van Brakel: viceadmiraal (1688)
- Gerard Callenburgh: viceadmiraal (1692)
- Philips van Dorp: raadslid (1642)
- Willem Joseph van Ghent:
- Egbert Bartolomeusz Kortenaer: luitenant-commandeur (1653); viceadmiraal (1659); luitenant-admiraal (1665)
- Cornelis de Liefde:
- Johan de Liefde: viceadmiraal (1666)
- Pieter de Liefde:
- Laurens Kerseboom:
- Jacob van Neck: luitenant-admiraal (?)
- Aert Jansse van Nes: schout-bij-nacht (1662); viceadmiraal (1665); luitenant-admiraal (1666)
- Cornelis Jansse van Nes:
- Jan Jacobse van Nes de jongere:
- Jan Jacobse van Nes de oudere:
- Jan Jansse van Nes: schout-bij-nacht (1666); viceadmiraal (1673)
- Willem Bastiaensz Schepers: luitenant-admiraal (1692)
- Cornelis Tromp: luitenant-admiraal (1665)
- Maarten Tromp: luitenant-admiraal (1637)
- Jacob van Wassenaer Obdam: luitenant-admiraal (1653)
- Jacob van Wassenaer Duivenvoorde: luitenant-admiraal (1603)
- Witte de With: vlaggen-kapitein (1622); viceadmiraal (1626)

## Slag bij Kijkduin
In 1673 vond er een grote zeeslag plaats bij Kijkduin. Het was het laatste grote gevecht van de Derde Engels-Nederlandse Oorlog.
Hier een overzicht van deelnemende schepen en kapiteins van de Admiraliteit van Rotterdam:
Linieschepen:

De Zeven Provinciën 80 (vlaggenschip der vloot, luitenant-admiraal-generaal Michiel de Ruyter, vlaggenkapitein Gerard Callenburgh en Pieter de Liefde)

Delft 62 (Philips van Almonde)

Ridderschap 64 (Eland du Bois)

Voorzichtigheid 84 (Jan van Brakel)

Gelderland 63 (waarnemend schout-bij-nacht Cornelis de Liefde, dodelijk gewond)

Vrijheid 80 (viceadmiraal Jan Evertszoon de Liefde, gesneuveld)

Eendracht 72 (luitenant-admiraal Aert Jansse van Nes)

Maagd van Dordrecht 68 (viceadmiraal Jan Jansse van Nes)

Dordrecht 44 (Frans van Nijdek)

Zeelandia 42 (Simon van Panhuis)

Schieland 56 (Adriaan Poort)

Wassenaar 56 (Barend Rees)

Fregatten:

Schiedam 20 (Cornelis van der Hoevensoon)

Utrecht 34 (Jan Snellensoon)

Rotterdam 30 (Jacob Pieterszoon Swart)

Harderwijk 24 (MozesWichmansoon)

Adviesjachten:

Hoop 6 (Isaac Anteuniszoon van Anten)

Rotterdam 6 (Wijnand van Meurs)

Branders:

Sint Pieter (Gerrit Halfkaag)

Jisper Kerk 4 (Lens Harmenszoon)

Blackmoor 4 (Abraham van Koperen)

Maria 4 (Dirk de Munnik)

Eenhoorn (Willem de Rave)

Louise 4 (Jan Daniëlszoon van Rijn)